# Prajekan Lor
Prajekan Lor is een bestuurslaag in het regentschap Bondowoso van de provincie Oost-Java, Indonesië. Prajekan Lor telt 2601 inwoners (volkstelling 2010).  
Er is nog een suikerfabriek. Er is geen smalspoor meer dat de velden in gaat, maar er is nog wel een lijn tussen twee terreinen, die tweemaal de hoofdweg kruist. Afwijkend van andere suikerfabrieken is dat hier geen suikerriet maar melasse vervoerd wordt. 